# 秘密捜査官の女シリーズ
秘密捜査官の女シリーズ（ひみつそうさかんのおんなシリーズ）とは、エスワンによるアダルトビデオシリーズの一つ。
外撮影、ロケセット、厳選された衣装、アクションシーンなどアダルトビデオの枠にとどまらないクオリティを持っている。制作費をかけて特注しているのではないかと思うほど女優の体型にピッタリとフィットしたラバースーツはシリーズの顔である。

## あらすじ
ドレス、喪服、OLスーツなどに身を包み、身分を隠して潜入捜査をすることになった女性秘密捜査官は自らの魅惑の体を使って誘惑して犯罪組織の男や協力者たちを翻弄する。捜査を進展させ、ついに犯罪組織のアジトに乗り込むも、逆に捕まり拘束されてしまう。男たちに責められて、強靭な精神力を見せて弱音を吐かずに反抗的な態度をとり続けるも、男たちに陵辱され、ついに女の性に負けていつしか喘ぎ声を漏らし始める…。

## シリーズ作品
- 「秘密捜査官の女」（2010年8月7日）吉沢明歩
- 「秘密捜査官の女」（2011年1月19日）佳山三花
- 「秘密捜査官の女」（2011年4月19日）麻美ゆま
- 「秘密捜査官の女」（2011年5月7日）蒼井そら
- 「秘密捜査官の女」（2011年7月7日）七海なな
- 「秘密捜査官の女」（2011年8月19日）桜ここみ
- 「秘密捜査官の女たち」（2011年12月7日）桜ここみ、西條るり、沖田杏梨
- 「秘密捜査官の女」（2012年1月19日）上原保奈美
- 「秘密捜査官の女」（2012年3月7日）春菜はな
- 「秘密捜査官の女2」（2012年5月7日）吉沢明歩
- 「秘密捜査官の女」（2012年6月19日）アンジェ
- 「秘密捜査官の女」（2012年7月7日）鶴田かな
- 「秘密捜査官の女」（2012年7月19日）香西咲
- 「秘密捜査官の女」（2012年8月7日）堀咲りあ
- 「秘密捜査官の女2」（2012年10月19日）麻美ゆま
- 「秘密捜査官の女」（2012年11月7日）仲里紗羽
- 「秘密捜査官の女」（2012年11月19日）長谷川リホ